# Artek

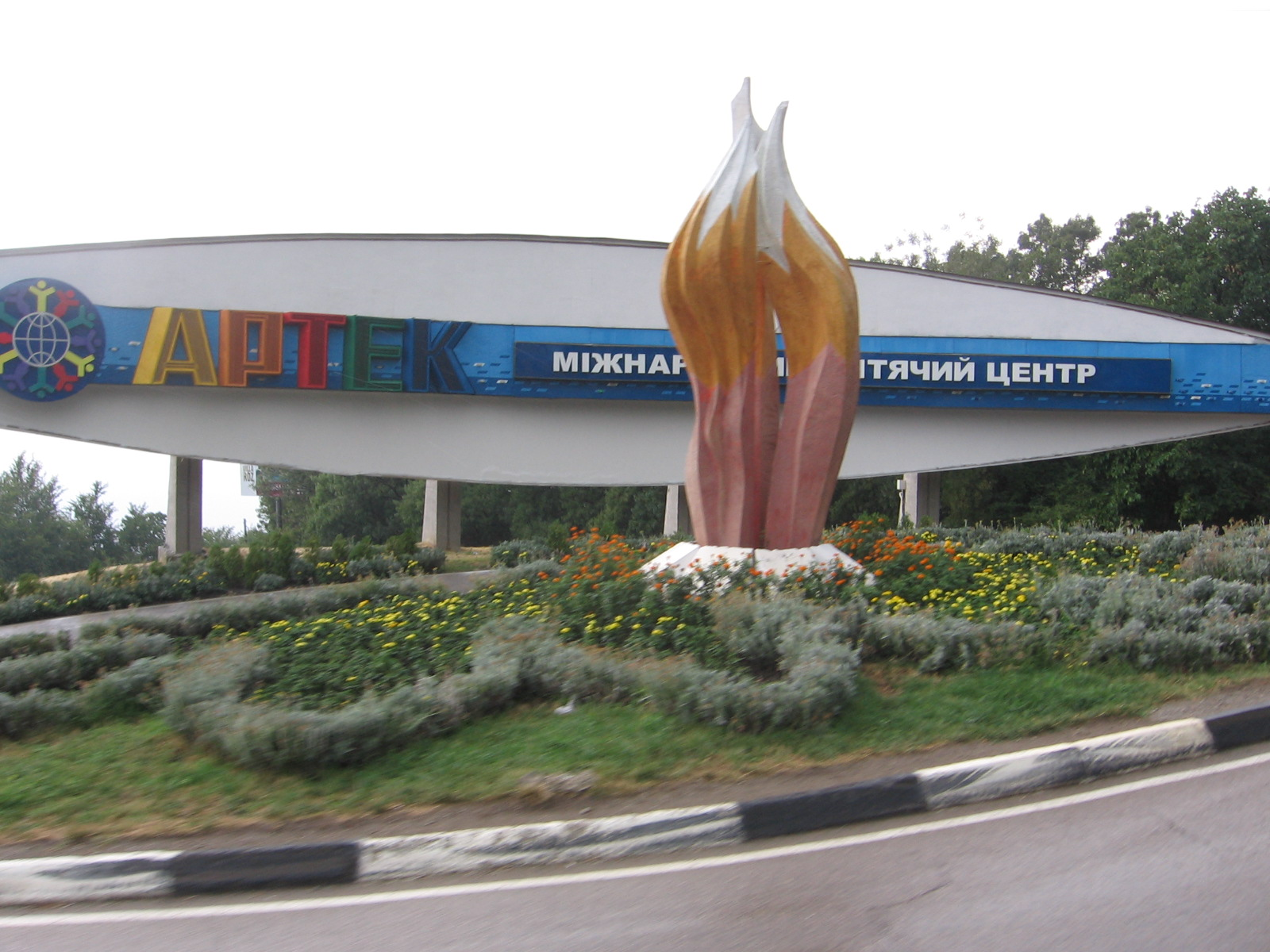

Artek (do 1925 Chasta) – obóz pionierski na Krymie, znajdujący się u podnóża południowo-zachodniego zbocza góry Ajudah (Aju-Dah), nad brzegiem Morza Czarnego, w miejscowości Gurzuf.
Pierwotna nazwa pochodzi od nazwy znajdującego się w tym miejscu uroczyska.
W latach od ok. 1900 do ok. 1918 wieś Chasta (pow. Jałta, gmina Deczenko) była własnością łódzkiego przemysłowca Gustawa Biedermanna (17 kwietnia 1871 – 5 listopada 1953), który prowadził w niej winnicę (wina „Chasta”). Jej sklep firmowy w Łodzi mieścił się przy ul. Piotrkowskiej 99. Wydarzenia rewolucji październikowej w Rosji w 1917 r. zmusiły go do opuszczenia Krymu, a jego winnicę nowe władze upaństwowiły, prawdopodobnie na początku lat 20. XX wieku.
16 czerwca 1925 w miejscowości został otwarty centralny obóz pionierski w ZSRR. Początkowo składał się z 4 brezentowych namiotów, obecnie jest to całe miasteczko, złożone z dziesięciu autonomicznych podobozów, mogących przyjąć jednorazowo (na turnus) 8000 dzieci. Z czasem stał się obozem międzynarodowym (w ramach współpracy, chociaż w okresie komunistycznym pojmowanej dość ideologicznie), przyjmującym grupy młodzieży z organizacji skautowskich, harcerskich i pionierskich z całego świata.
Przy obozie funkcjonuje przystań dla uprawiania sportów wodnych, stadion na 12 000 widzów, kilkadziesiąt boisk sportowych, 2 muzea – morskie i kosmiczne (znajduje się w nim m.in. skafander pierwszego kosmonauty ZSRR Jurija Gagarina oraz kopia pojazdu do badań powierzchni Księżyca Łunochod 2).